# Slaton (Texas)
Slaton es una ciudad ubicada en el condado de Lubbock en el estado estadounidense de Texas. En el Censo de 2010 tenía una población de 6121 habitantes y una densidad poblacional de 427,98 personas por km².

## Geografía
Slaton se encuentra ubicada en las coordenadas 33°26′32″N 101°38′50″O / 33.44222, -101.64722. Según la Oficina del Censo de los Estados Unidos, Slaton tiene una superficie total de 14.3 km², de la cual 14.22 km² corresponden a tierra firme y (0.56%) 0.08 km² es agua.

## Demografía
Según el censo de 2010, había 6121 personas residiendo en Slaton. La densidad de población era de 427,98 hab./km². De los 6121 habitantes, Slaton estaba compuesto por el 74.42% blancos, el 6.36% eran afroamericanos, el 0.51% eran amerindios, el 0.21% eran asiáticos, el 0.02% eran isleños del Pacífico, el 16.16% eran de otras razas y el 2.34% pertenecían a dos o más razas. Del total de la población el 50.68% eran hispanos o latinos de cualquier raza.